# Кокенген
Кокенген (нід. Kockengen) — село в нідерландській провінції Утрехт. Входить до муніципалітету Стіхтсе-Вехт.
Його площа становить 19,47 км², а населення станом на 2021 рік складало 3 445 осіб.
До 1989 року мало статус окремого муніципалітету.

## Галерея

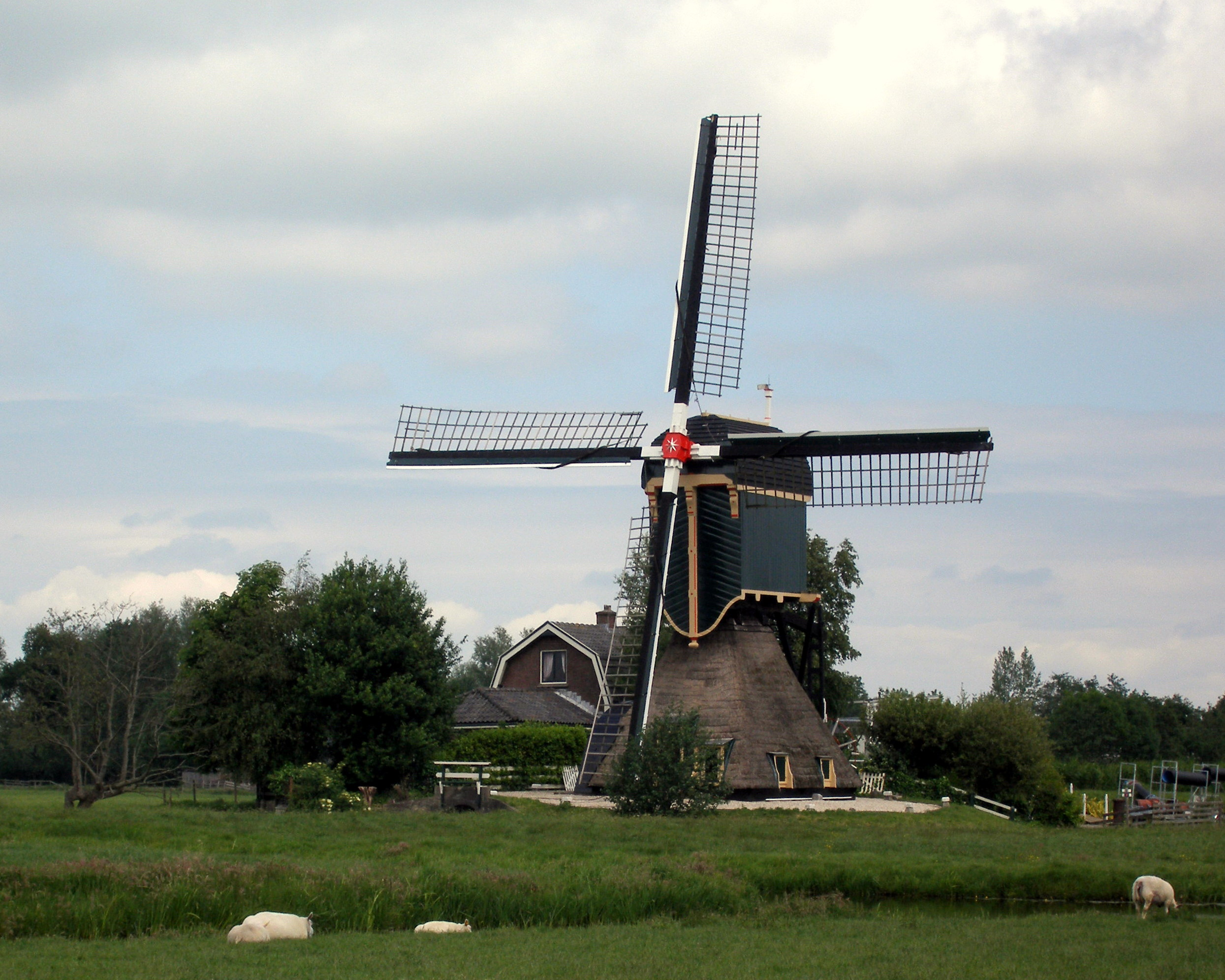
Вітряк (збудований 1653)
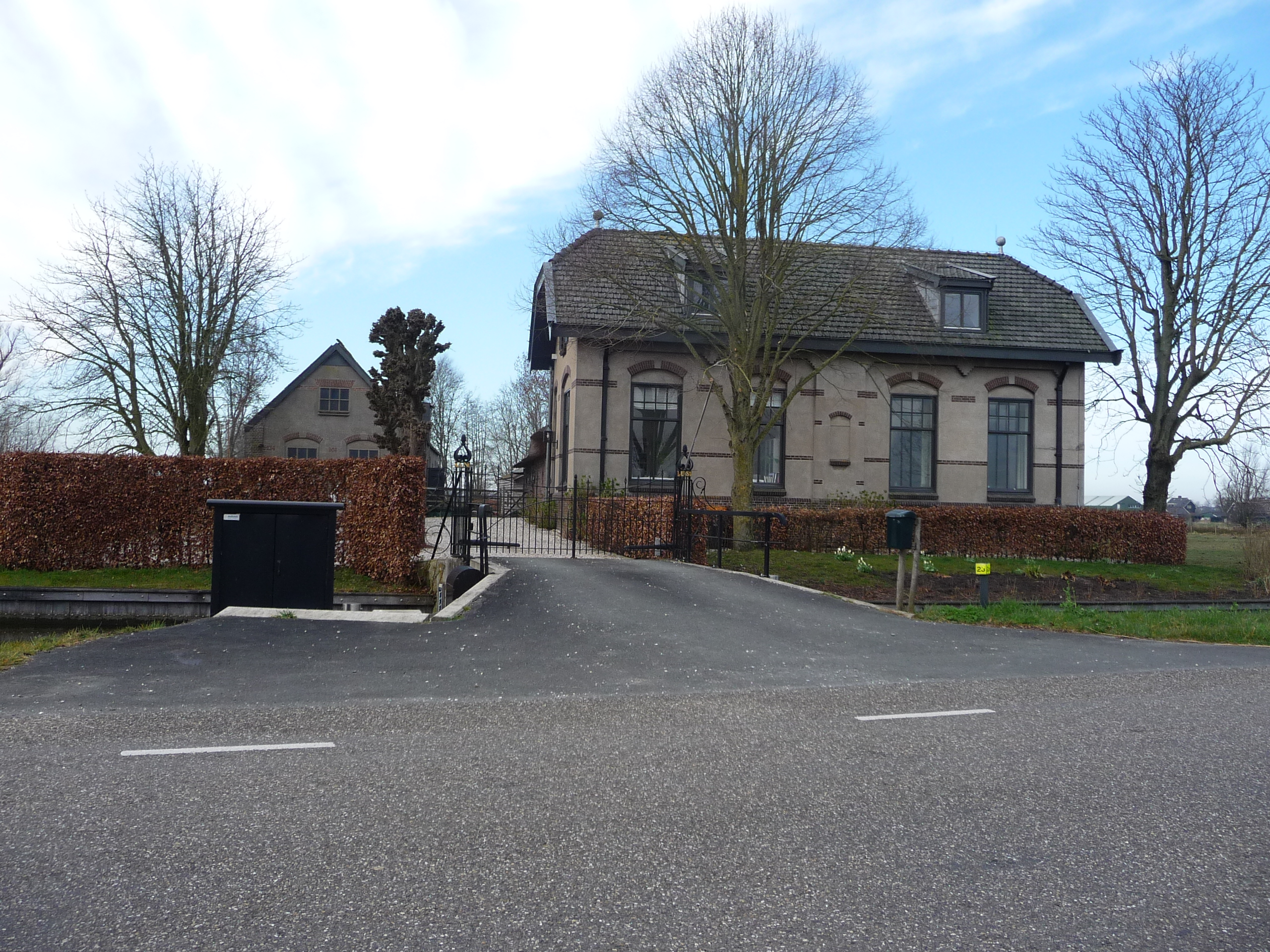
Ферма у Кокенгені
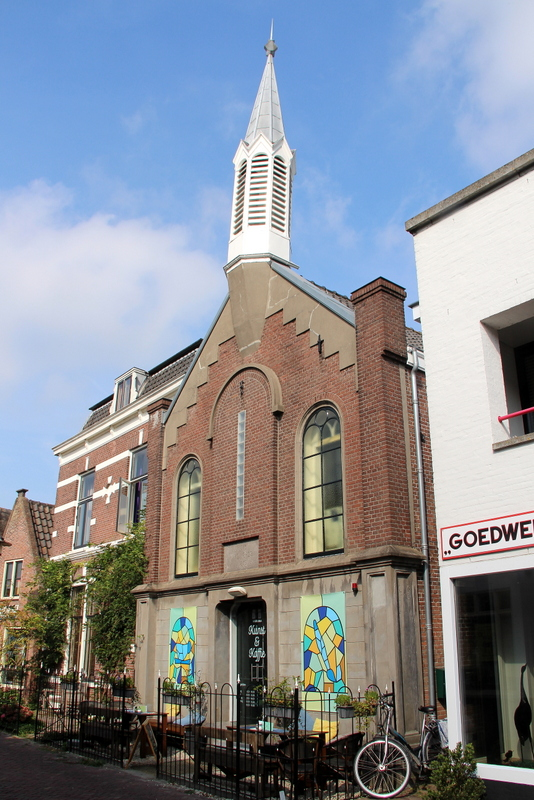
Колишня церква
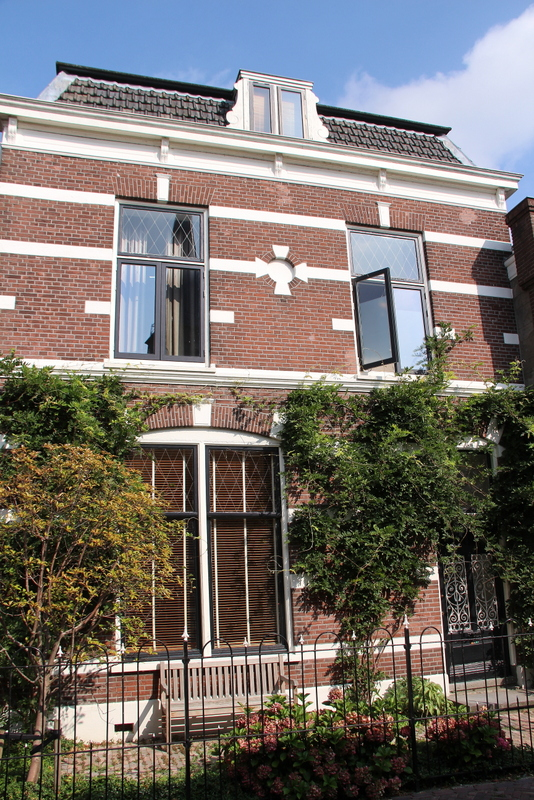
Колишній будинок почу